# Wilton
Wilton er en by i Wiltshire-distriktet, Wiltshire, England, med et indbyggertal (pr. 2015) på 3.581. Byen ligger 133 km fra London. Den nævnes i Domesday Book fra 1086, hvor den kaldes Wiltone/Wiltune.